# Нуну Сантуш
Нуну Мігель Гомеш дос Сантуш (порт. Nuno Miguel Gomes dos Santos, нар. 13 лютого 1995, Трофа, Португалія) — португальський футболіст, вінгер лісабонського «Спортінга».

## Клубна кар'єра

### Бенфіка
Нуну Сантуш починав займатися футболом у своєму рідному місті Трофа. Пізніше він пройшов академії клубів «Порту» та «Ріу Аве». У 2013 році сантуш приєднався до столичної «Бенфіки» і підписав з клубом професійний контракт. З сезону 2014/15 Сантуш почав грати за резервну команду «Бенфіка Б». Де відзначився високою результативністю.
Єдину гру в першій команді «Бенфіки» Сантущ провів 11 вересня 2015 року, коли вийшов на заміну в кінці матчу проти «Белененсеша». Другу частину сезону 2015/16 і повністю наступний сезон футболіст провів в оренді в клубі «Віторія Сетубал».

### Ріу Аве
Влітку 2017 року Сантуш перейшов до клубу вищого дивізіону «Ріу Аве». Перший сезон футболіст більше виходив на заміни. Влітку 2018 року виникли проблеми з коліном і футболіст був змушений пропустити більшу частину сезону.

### Спортінг
У серпні 2020 року Сантущ перейшов до лісабонського «Спортінга», підписавши з клубом п'ятирічний контракт. Разом з «Спортінгом» Сантущ виграв всі національні трофеї.

## Збірна
З 2010 року Нуну Сантуш виступав за юнацькі збірні Португалії. Неодноразово брав участь у юнацьких першостях Європи. У 2015 році провів дві гри у складі молодіжної збірної Португалії.
Нуну Сантуш був у розширеному спику футболістів національної збірної Португалії для участі в чемпіонаті світу 2022 року в Катарі.

## Титули
Бенфіка
 Чемпіон Португалії: 2015/16
Спортінг
 Чемпіон Португалії (3): 2020/21, 2023/24, 2024/25
 Переможець Кубка португальської ліги (2): 2020/21, 2021/22
 Переможець Суперкубка Португалії: 2021
 Переможець Кубка Португалії: 2024/25